# Zhouwang (köpinghuvudort i Kina, Hunan Sheng, lat 27,19, long 111,19)
Zhouwang (kinesiska: 周旺, 周旺镇, 周旺铺) är en köpinghuvudort i Kina. Den ligger i provinsen Hunan, i den södra delen av landet, omkring 210 kilometer sydväst om provinshuvudstaden Changsha. Antalet invånare är 31 898. Befolkningen består av 15 077 kvinnor och 16 821 män. Barn under 15 år utgör 19,0 %, vuxna 15-64 år 70 %, och äldre över 65 år 9,0 %.
Runt Zhouwang är det tätbefolkat, med 442 invånare per kvadratkilometer. Närmaste större samhälle är Tantou, 9,2 km nordväst om Zhouwang. I omgivningarna runt Zhouwang växer huvudsakligen savannskog.
Genomsnittlig årsnederbörd är 1 620 millimeter. Den regnigaste månaden är maj, med i genomsnitt 246 mm nederbörd, och den torraste är oktober, med 50 mm nederbörd.